# Ломигоры
Ломигоры — село в Воловском районе Липецкой области России. Входит в состав Ломигорского сельсовета.

## География
Село находится в юго-западной части Липецкой области, в лесостепной зоне, в пределах восточных отрогов Среднерусской возвышенности, на берегах ручья Волчок (приток реки Кшень), на расстоянии примерно 11 км (по прямой) к северо-северо-западу (NNW) от села Волово, административного центра района. Абсолютная высота — 171 м над уровнем моря.
Климат умеренно континентальный с теплым летом и умеренно морозной зимой.
Часовой пояс
Село Ломигоры, как и вся Липецкая область, находится в часовой зоне МСК (московское время). Смещение применяемого времени относительно UTC составляет +3:00.

## Население
| 2010 | 2012 |
| ---- | ---- |
| 151  | ↘148 |

Гендерный состав
По данным Всероссийской переписи населения 2010 года, в гендерной структуре населения мужчины составляли 53,6 %, женщины — соответственно 46,4 %.
Национальный состав
Согласно результатам переписи 2002 года, в национальной структуре населения русские составляли 99 % из 110 чел.

## Улицы
Уличная сеть села состоит из двух улиц (ул. Северная и ул. Южная).

## Инфраструктура
В селе функционирует центр культуры и досуга.

## Достопримечательности
Возле села у реки Кшень находятся холмы, за которые шли ожесточённые бои с декабря 1941 года по январь 1943 года. Одна из высот, проходящая по военным документам как 194.0 (высота над уровнем моря), названа «Огурец» за свою протяжённую форму. По разным оценкам, за всё время боёв здесь погибло от 5 до 10 тысяч человек. На высоте, засаженной соснами, находится мемориал погибшим воинам.